# Gunnar de Boel
Gunnar de Boel (* 1955) ist ein belgischer (flämischer) Neogräzist und emeritierter Professor für neugriechische Sprache und Literatur an der Universität Gent.
Das Studium in Klassischer Philologie schloss er 1984 mit einer 1988 veröffentlichten Dissertation zum Akkusativ bei Homer ab. Danach wandte sich de Boel schwerpunktmäßig der neugriechischen Sprachwissenschaft zu. Nach mehr als 30 Jahren an der Afdeling Grieks der Universität Gent, in denen er sich auch der neugriechischen Literatur widmete, wurde er 2021 emeritiert.

## Schriften (Auswahl)
- Νίκος Καχτίτσης. Ο ήρωας της Γάνδης. Niederländische Übersetzung. 2020.
- The genesis of clitic doubling from Ancient to Medieval Greek. In: Dalina Kallulli (Hrsg.), Clitic doubling in the Balkan languages. Amsterdam 2008, S. 89–104.
- L’identité “romaine” dans le roman Digénis Akritis. In: Hero Hokwerda (Hrsg.): Constructions of Greek past. Identity and historical consciousness from antiquity to the present. Groningen 2003, S. 157–184.
- “U Zei ‘Grieken’? Veel Namen Voor Één Vok, of Veel Volkeren Met Één Taal?” In: Tetradio - Universiteit Gent. Griekenlandcentrum, edited by Tine Scheijnen, Band 26, 2017, S. 13–39.
- Goal Accusative and Object Accusative in Homer. A Contribution to the Theory of Transitivity. Koninklijke Academie voor Wetenschappen, Letteren en Schone Kunsten van België, 1988.